# ژان لوئی گه دو بالزاک
ژان لوئی گه دو بالزاک (به فرانسوی: Jean-Louis Guez de Balzac) نویسنده قرن شانزدهم میلادی اهل فرانسه است.